# Joan García
Joan García, né le 4 mai 2001 à Sallent en Espagne, est un footballeur espagnol qui évolue au poste de gardien de but au FC Barcelone.

## Biographie

### En club
Né à Sallent, dans la province de Barcelone en Espagne, Joan García est formé par le RCD Espanyol. Il joue son premier match en professionnel le 1er décembre 2021 lors d'une rencontre de coupe d'Espagne face à l'SD Solares-Medio Cudeyo (en). Il est titulaire et son équipe s'impose par trois buts à deux,.

#### RCD Espanyol de Barcelone (2021 - 2025)
Il joue son premier match de Liga, la première division espagnole, le 10 janvier 2022 face au Elche CF. Il est titularisé et son équipe est battue par deux buts à un.
García doit pendant longtemps se contenter d'un rôle de doublure mais il reste déterminé à s'imposer à l'Espanyol et en novembre 2023 il prolonge son contrat avec le club jusqu'en juin 2028. Il s'impose comme un titulaire durant l'année 2024, parvenant par ses prestations à convaincre son entraîneur Manolo González (en) à le choisir comme gardien numéro un,.
García s'illustre le 1er février 2025 en étant l'auteur d'une prestation remarquée face au Real Madrid, en championnat, auteur de parades décisives qui permettent à son équipe de s'imposer (1-0 score final). Il est également élu homme du match pour sa performance.

#### FC Barcelone (2025 - Présent)
Le 18 juin 2025, l'Espanyol a annoncé le départ du joueur après avoir activé sa clause libératoire de 25 millions d'euros plus taxes. Par la suite, le FC Barcelone a annoncé sa signature pour un contrat de six ans jusqu'en 2031. Le même jour, il publie un message sur son compte instagram pour faire ses adieux à son ancien club et les supports.

### En sélection
Joan García représente l'équipe d'Espagne des moins de 17 ans, avec laquelle il joue un total de deux matchs en 2018. Il est également retenu pour participer au Championnat d'Europe des moins de 17 ans en 2018 mais il ne joue aucun match lors de ce tournoi, le titulaire dans les buts espagnols étant Arnau Tenas. Son équipe est battue en quarts de finale par la Belgique (2-1 score final).
Joan García joue son premier match avec l'équipe d'Espagne espoirs par le 12 novembre 2021, contre Malte. Il entre en jeu à la place de Julen Agirrezabala lors de cette rencontre remportée par son équipe (0-5 score final).

## Statistiques
| Saison                | Club                  | Championnat           | Championnat | Championnat | Championnat | Coupe(s) nationale(s) | Coupe(s) nationale(s) | Coupe(s) nationale(s) | Supercoupe | Supercoupe | Supercoupe | Compétition(s) continentale(s) | Compétition(s) continentale(s) | Compétition(s) continentale(s) | Compétition(s) continentale(s) | Total | Total | Total |
| Saison                | Club                  | Division              | M.          | B.          | P.d.        | M.                    | B.                    | P.d.                  | M.         | B.         | P.d.       | Comp.                          | M.                             | B.                             | P.d.                           | M.    | B.    | P.d.  |
| 2021-2022             | RCD Espanyol          | Liga                  | 2           | 0           | 0           | 2                     | 0                     | 0                     | -          | -          | -          | -                              | -                              | -                              | -                              | 4     | 0     | 0     |
| 2022-2023             | RCD Espanyol          | Liga                  | 1           | 0           | 0           | 3                     | 0                     | 0                     | -          | -          | -          | -                              | -                              | -                              | -                              | 4     | 0     | 0     |
| 2023-2024             | RCD Espanyol          | LaLiga2               | 18          | 0           | 0           | 3                     | 0                     | 0                     | -          | -          | -          | -                              | -                              | -                              | -                              | 21    | 0     | 0     |
| 2024-2025             | RCD Espanyol          | Liga                  | 38          | 0           | 0           | -                     | -                     | -                     | -          | -          | -          | -                              | -                              | -                              | -                              | 38    | 0     | 0     |
| Sous-total            | Sous-total            | Sous-total            | 59          | 0           | 0           | 8                     | 0                     | 0                     | 0          | 0          | 0          | -                              | 0                              | 0                              | 0                              | 67    | 0     | 0     |
| 2025-2026             | FC Barcelone          | Liga                  | 1           | 0           | 0           | 0                     | 0                     | 0                     | 0          | 0          | 0          | C1                             | 0                              | 0                              | 0                              | 1     | 0     | 0     |
| Total sur la carrière | Total sur la carrière | Total sur la carrière | 60          | 0           | 0           | 8                     | 0                     | 0                     | 0          | 0          | 0          | -                              | 0                              | 0                              | 0                              | 68    | 0     | 0     |

## Palmarès
Espagne olympique
- Jeux olympiques
  -  Médaillé d'or en 2024